# 잔강

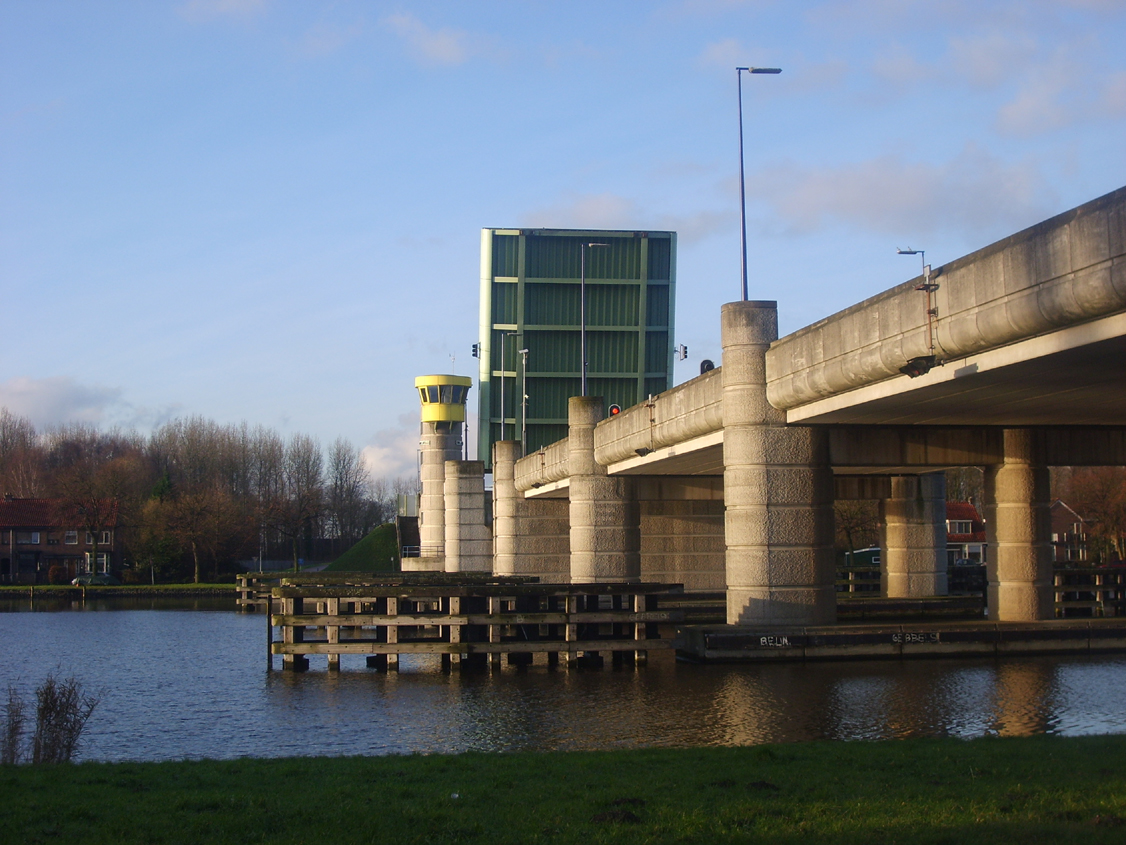
잔강

잔강(네덜란드어: Zaan)은 네덜란드 북서부 노르트홀란트주에 위치한 작은 강으로 길이는 13.5km 이다. 암스테르담에 위치한 에이(IJ)에서 발원하여 잔스타트, 잔담을 거쳐 다시 에이 방향으로 흘러간다. 잔강 인근에는 풍차 마을로 유명한 잔서스한스가 있다.